# بتی بلیس
بُتی بلیس (انگلیسی: Boti Bliss؛ زادهٔ ۲۳ اکتبر ۱۹۷۵) یک هنرپیشه سینما و تلویزیون اهل ایالات متحده آمریکا است.

## گزیده فیلمشناسی
از فیلم‌ها یا برنامه‌های تلویزیونی که وی در آن نقش داشته‌است می‌توان به آثار زیر اشاره کرد.

### سینمایی
- تد باندی (۲۰۰۲)

### تلویزیونی
- سی‌اس‌آی: میامی (۲۰۰۹–۲۰۰۳)
- افسون‌شده (۲۰۰۰)
- ادراک (مجموعه تلویزیونی) (2015)
- استخوان‌ها (مجموعه تلویزیونی) (2013)